# BV Wyba
Basketballvereniging Wyba is een Nederlandse basketbalclub uit Wijchen.
De club werd opgericht op 10 mei 1965 en speelde in de Mr. van Thielhal. Sinds 2010 wordt in het nieuw gebouwde De Arcus gespeeld waarvan Wyba sinds 2004 ook een van de twee partners van de exploitatiestichting is. Op 30 mei 2011 brandde de leegstaande Mr. van Thielhal af en werd daarna gesloopt.  
Wyba promoveerde bij de heren in 2000 van de Promotiedivisie naar de Eredivisie. Hiervoor werd een aparte rechtsvorm opgericht die voor het profbasketbal met de licentie van Wyba zou gaan spelen. Als EiffelTowers Nijmegen (2000-2005), Matrixx Magixx (2005-2010) en sinds 2010 Magixx Playing for KidsRights speelde die club in De Horstacker in Nijmegen. Sinds het seizoen 2011/12 speelt Magixx weer net als Wyba in De Arcus en zal zich daar in 2012 weer helemaal vestigen. Wyba zelf bleef als amateurclub spelen.